# همام (اسم)
هَمّام زنوبة الحمام وهو اسم علم مذكر، وصيغة مبالغة من هَمَّ، ومعناه: المقدام، صاحب الهمة، الماضي العزيمة. وهو اسم جاهلي قديم مثل همّام بن مُرَّة جد جاهلي من سادات بني شيبان. وهو اسم علم شخصي مذكر عربي، وله انتشار في العالم العربي. ومن اشتقاقاته: هُمَام، ومعناه: الشجاع، السخيّ، المعطاء، العظيم الهمَّة، النبيل، الأسد، سنام الجمل، ما ذاب من الثلج أو الشحم. وهو من الأسماء المستحبة في الإسلام، قال رسولُ الله ﷺ: «تَسَمَّوْا بأسَماءِ الأنبياء، وأحَبُّ الأسماءِ إلى الله: عَبدُ الله وعبدُ الرحمن، وأصدَقُها: حارِثٌ وهَمَّامٌ، وأقْبَحُها: حَرْبٌ ومُرَّة».

## الشخصيات
- هُمام أبو العزائم (المتوفي عام 630 هـ) فقيه مصري.
- همام التبريزي، وهو عالم وشاعر، فارسي شيعي من أهل تبريز.
- همام طارق، لاعب كرة قدم عراقي.
- همام بن منبه، تابعي.
- همام بن مُرّة، فارس عربي.
- همام عبد الغفور، سياسي عراقي.
- همام في أمستردام، شخصية في فيلم مصري.